# Bangladesh Post and Telecommunications
A Bangladesh Post and Telecommunications (BPT) é um operador de satélite de comunicação de Bangladesh, a mesma será responsável pelo projeto e operação do satélite Bangabandhu 1.
A Bangladesh Post and Telecommunications (BPT) é uma repartição totalmente estatal do Ministério dos Correios e Telecomunicações de Bangladesh para o desenvolvimento das telecomunicações do país.